# Pedro Yoma
Pedro Yoma Amed (ur. 28 kwietnia 1927, zm. 21 sierpnia 2009 w Santiago) – chilijski lekkoatleta (płotkarz)
W 1952 został brązowym medalistą mistrzostw Ameryki Południowej w biegu na 400 m ppł z czasem 54,6 s. W tym samym roku wystąpił na igrzyskach olimpijskich w biegu na 400 m ppł. Odpadł w pierwszej rundzie, zajmując 4. miejsce w swoim biegu eliminacyjnym z czasem 56,8 s.